# F350 Ingolf
Ingolf, med skrognummer F350, var et dansk inspektionsskib. Hans Hedtoft-katastrofen den 30. januar 1959 ved Grønland bevirkede, at der blev bygget fire inspektionsskibe af Hvidbjørnen-klassen i starten af 1960'erne. Hvidbjørnen-klassen bestod, foruden Ingolf af inspektionsskibene Hvidbjørnen, Vædderen og Fylla.
Skibet medførte helikopter, fra starten en fransk Alouette III, som senere afløstes af den britiske Westland Lynx.
I 1976 blev endnu et inspektionsskib bygget. Det nye skib, som kun overfladisk lignede de fire øvrige, hed Beskytteren. Beskytteren skulle supplere de fire inspektionsskibe af Hvidbjørnen-klassen, idet ændringen af fiskerigrænserne fra 12 til 200 sømil nødvendiggjorde en langt mere intensiveret fiskeriinspektion.

## Andet
Til afløsning af Beskytteren og Hvidbjørnen-klassen blev der i starten af 1990'erne bygget fire inspektionsskibe af Thetis-klassen.